# Eryx somalicus
Eryx somalicus är en ormart som beskrevs av Scortecci 1939. Eryx somalicus ingår i släktet Eryx och familjen Boidae. Inga underarter finns listade i Catalogue of Life.
Arten förekommer i Somalia och Etiopien. Honor lägger inga ägg utan föder levande ungar. Ormen lever i låglandet och i bergstrakter upp till 1100 meter över havet. Den vistas i halvöknar och savanner med glest fördelade träd. Arten besöker även stränder.
Flera exemplar dödas av personer som tror att ormen är farlig. Populationens storlek är okänd. IUCN listar arten med kunskapsbrist (DD).